# Wyoming (film, 1928)
Pour les articles homonymes, voir Wyoming (homonymie).
Pour plus de détails, voir Fiche technique et Distribution.
Wyoming est un western muet américain, réalisé par W. S. Van Dyke, sorti en 1928.
Le film a été tourné à l'extérieur de Lander (Wyoming).

## Synopsis
Jack Colton a grandi aux côtés de Big Cloud, le fils du chef Chapulti. À mesure que les garçons atteignent leur maturité, leurs routes se séparent et ils deviennent des ennemis. Violant un traité, Big Cloud et ses guerriers attaquent un convoi de chariots bâchés dirigé par Colton, maintenant lieutenant dans la cavalerie. Ce dernier courtise Samantha Farrell, une femme entêtée qui voyage vers l'ouest pour s'y installer. Colton parvient à la fois à séduire Samantha et à repousser l'attaque. En fin de compte, les Indiens renégats sont vaincus lorsque le chef Chapulti, pour empêcher un massacre, tire sur son propre fils.

## Fiche technique
Source : IMDb (sauf référence contraire)
- Titre : Wyoming
- Réalisation : W. S. Van Dyke
- Scénario : W. S. Van Dyke - Madeleine Ruthven et Ross B. Wills (auteurs)- Ruth Cummings (titres)
- Photographie : Clyde De Vinna
- Montage : William LeVanway
- Costumes : Lucia Coulter
- Producteur : David O. Selznick
- Société de production et de distribution : Metro Goldwin Mayer (MGM)
- Pays de production : États-Unis
- Format : Noir et blanc - 1,33:1 - Film muet
- Genre : Western
- Durée : 50 minutes
- Date de sortie :
  - États-Unis : 24 mars 1928

## Distribution
Source : IMDb
- Tim McCoy : Lieutenant Jack Colton
- Dorothy Sebastian : Samantha Jerusha Farrell
- Charles Bell : Chef Big Cloud
- William Fairbanks : Buffalo Bill
- Chef John Big Tree : un Indien
- Goes in the Lodge : Chef Chapulti
- Blue Washington : Mose
- Bert Henderson : Oswald